# Kaspar von Logau

Wappen des Bischofs Kaspar von Logau

Kaspar von Logau (* 3. August 1524 in Neisse, Fürstentum Neisse; † 4. Juni 1574 in Breslau, Fürstentum Breslau) war Bischof von Wiener Neustadt und Fürstbischof von Breslau sowie Oberlandeshauptmann von Schlesien.

## Leben
Kaspar entstammte dem schlesischen Adelsgeschlecht von Logau. Seine Eltern waren Matthäus von Logau auf Schlaupitz und Bechau, bischöflicher Kanzler, und Susanne, Tochter des Bistumshauptmanns Iwan Ogigel. Kaspar besuchte die Pfarrschule in Neisse und wurde anschließend am Königshof in Innsbruck zusammen mit den Prinzen Maximilian und Ferdinand erzogen. Seit 1541 verfügte er über ein Altarbenefizium in der Neisser Pfarrkirche. 1542 wurde ihm ein Kanonikat in Breslau und später auch in Olmütz verliehen. Nach Studienjahren in Italien unterrichtete er den Erzherzog Karl, Sohn von Ferdinand I. 1551 wurde er Dompropst von Leitmeritz.

### Bischof von Wiener Neustadt
Nach dem Tod des Bischofs Martin Durlacher von Wiener Neustadt wurde Kaspar von Logau 1560 mit Unterstützung des Kaisers Ferdinand I. zu dessen Nachfolger gewählt.

### Bischof von Breslau
In der Nachfolge des verstorbenen Breslauer Bischofs Balthasar von Promnitz wählte das Domkapitel 1562 Kaspar von Logau. In dieser Position führte er 1563 und 1565 Diözesansynoden durch, die jedoch kaum Auswirkungen auf das religiöse Leben seiner Diözese hatten. Auch das 1565 eröffnete Priesterseminar konnte sich mangels finanzieller Unterstützung nicht entwickeln. Eine von ihm herausgegebene deutsche Übersetzung des Catechismus Romanus wurde 1570 in Neisse gedruckt.
Kaspar von Logau starb am 4. Juni 1574 in Breslau. Sein Leichnam wurde in der Peter-und-Paul-Kapelle der Neißer Pfarrkirche bestattet. Sein Grabmal wird als ein Meisterwerk der Hochrenaissance bezeichnet.